# Daniel Sereinig
Daniel Sereinig (* 10. Mai 1982 in Wil) ist ein ehemaliger schweizerisch-österreichischer Fussballspieler und heutiger Trainer. Seit 2016 ist er Trainer der U-23-Mannschaft des  FC Vaduz. Von Mai bis Juni 2017 assistierte er die erste Mannschaft an der Seite von Roland Vrabec.

## Karriere
Daniel Sereinig konnte sich beim FC Schaffhausen zum Stammspieler entwickeln und spielte fast alle Punktspiele mit. Zuvor war er beim FC St. Gallen und dem FC Wil 1900 unter Vertrag. 2007 wechselte er zu Rot-Weiss Essen und entwickelte sich zu einem Führungsspieler. Sereinig kam zu 32 Regionalligaeinsätzen, verpasste aber am letzten Spieltag die Qualifikation für die neugeschaffene 3. Liga mit Rot-Weiss Essen und verliess daraufhin Deutschland nach einem Jahr in Richtung Österreich. Dort spielte er beim SCR Altach. Sein Debüt in Österreich gab Sereinig am 9. Juli 2008 gegen die SV Ried. Im Dezember 2008 wurde er bei den Vorarlbergern beurlaubt und im Januar 2009 wurde sein Vertrag aufgelöst. Ende Januar 2009 unterschrieb er einen Vertrag beim deutschen Klub SC Freiburg und war dort als Verstärkung für die abstiegsgefährdete Regionalligamannschaft vorgesehen.
Im Regionalligateam etablierte sich Sereinig schnell und war seither Stammspieler. Nachdem bei der Freiburger Erstligamannschaft für das Heimspiel gegen den 1. FC Köln am 2. Oktober 2010 mit Pavel Krmaš und Heiko Butscher zwei Innenverteidiger ausfielen, gehörte Sereinig als Ersatzspieler zum Aufgebot und kam per Einwechslung in der 84. Minute zu seinem Debüt in der deutschen Bundesliga. Es folgten ein Einsatz im DFB-Pokal von Beginn an sowie ein weiterer Kurzeinsatz in der 1. Liga.
Zur Rückrunde 2010/11 wechselte Sereinig in die Schweiz zum FC Winterthur. Der Challenge-League-Klub verpflichtete den Routinier für anderthalb Jahre (mit einer Option für eine weitere Saison).
Im Sommer 2014 wechselte Sereinig zum FC Schwarzach in Vorarlberg, bei denen er als Spielertrainer fungierte.